# Ernest Tubb
Ernest Dale Tubb (9 de febrero de 1914 - 28 de agosto de 1984), The Texas Troubadour, fue un cantante, compositor y pionero de la música country estadounidense.
La canción de mayor éxito de su historia fue "Walking the Floor Over You" (1941), que marcó el despertar del estilo honky tonk. En 1948 fue el primer cantante en grabar una versión exitosa del Blue Christmas, canción asociada a Elvis Presley en su versión de 1957. Otra canción muy popular fue "Waltz across Texas" de 1965, que se convirtió en su obra más solicitada en las salas de baile de Texas. Tubb grabó duetos con Loretta Lynn a principios de los 60, incluyendo entre ellos "Sweet Thang". Es miembro del Country Music Hall of Fame.

## Discografía
- Ernest Tubb discography